# فیلیپ کرینبروئک
فیلیپ کرینبروئک ( به انگلیسی : Philip G  Kreyenbroek) در 1948 در هلند به دنیا آمد و در دانشگاه آمستردام، اوترچت و لندن مشغول به فراگیری تاریخ ادیان و زبان های شرقی شد . او دکترایش را در 1982 از دانشگاه لیدن دریافت کرد . از 1973 تا 1988 او مشغول تدریس ایرانشناسی در دانشنگاه اوترچت شد . او در 1988 به عنوان لکچر زبان مدرن ایرانیان و بعدها به عنوان مطالعه کننده زبان و ادیان ایرانیان در اِس آی او اِس لندن مشغول به کار شد . در سال 1996 به کرسی ایرانی شناسی جرج آگوست دانشگاه گاتینگهام منسوب شد . زمینه کاری او  تاریخ ادیان در فرهنگ ایرانی، بویژه بازتاب زرتشتی گری، یزیدیه و اهل حق است .